# Baltic Chamber Orchestra
 (juillet 2019).
Le Baltic Chamber Orchestra est un orchestre de chambre créé par Emmanuel Leducq-Barôme et le violoniste Lev Klychkov au début des années 2000.
Son répertoire couvre trois siècles et inclut des pièces contemporaines qu'il commande régulièrement.
Il se produit principalement dans les deux salles de la Philharmonie de Saint-Pétersbourg, mais également dans les grandes capitales européennes. En 2017, l'ensemble a effectué une grande tournée en Asie.
L' ensemble a enregistré par le passé une dizaine d'enregistrements pour les labels français Arion et Calliope. Depuis 2018, le Baltic Chamber Orchestra enregistre pour le label anglais Rubicon. Son premier disque regroupant des œuvres de Chostakovitch et Strauss lui a valu des critiques très élogieuses. 